# Дзеженґа-Надбори
Дзеженґа-Надбори (пол. Dzierzęga-Nadbory) — село в Польщі, у гміні Хожеле Пшасниського повіту Мазовецького воєводства.
Населення — 66 осіб (2011).
У 1975-1998 роках село належало до Остроленцького воєводства.

## Демографія
Демографічна структура станом на 31 березня 2011 року:
|          | Загалом | Допрацездатний вік | Працездатний вік | Постпрацездатний вік |
| -------- | ------- | ------------------ | ---------------- | -------------------- |
| Чоловіки | 30      | 10                 | 13               | 7                    |
| Жінки    | 36      | 8                  | 15               | 13                   |
| Разом    | 66      | 18                 | 28               | 20                   |